# (34890) 2001 VS62
2001 VS62 (asteroide 34890) é um asteroide da cintura principal. Possui uma excentricidade de 0.08424610 e uma inclinação de 4.15147º.
Este asteroide foi descoberto no dia 10 de novembro de 2001 por LINEAR em Socorro.